# 1773 en musique classique
| \| • Retour à la chronologie générale de la musique classique • \| |
| Grèce • Rome • Haut Moyen Âge • VIIIe siècle • IXe siècle • Xe siècle • XIe siècle XIIe siècle • XIIIe siècle • XIVe siècle • XVe siècle • XVIe siècle • XVIIe siècle XVIIIe siècle • XIXe siècle • XXe siècle • XXIe siècle |
| • Retour à la chronologie générale de la musique classique • |

| Années en musique classique : 1770 - 1771 - 1772 - 1773 - 1774 - 1775 - 1776    |
| Décennies en musique classique : 1740 - 1750 - 1760 - 1770 - 1780 - 1790 - 1800 |

## Événements
- 17 janvier : Exsultate, jubilate, motet de Mozart, créé à Milan.
- 30 mars :  Symphonie no 26 en mi bémol majeur K. 184/161a de Mozart.
- avril : Symphonie no 22 en do majeur K. 162 et Symphonie no 27 en sol majeur K. 199/161b de Mozart.
- 19 mai : Symphonie no 23 en ré majeur K. 181/162b de Mozart.
- juin : Missa in honorem Sanctissimae Trinitatis en ut majeur, K. 167 est composée par Mozart à Salzbourg.
- 26 juillet : L'infidélité déçue, opéra bouffe de Haydn, créé à Eisenstadt.
- 3 octobre :  Symphonie no 24 en si bémol majeur, K. 182/173dA de Mozart.
- 6 novembre : La Belle Arsène, opéra-comique de Pierre-Alexandre Monsigny, créé au château de Fontainebleau.
- 2 décembre : La Résurrection de Lazare de Johann Christoph Friedrich Bach, créé à Bückeburg.
- 30 décembre : Céphale et Procris ou l'amour conjugal d'André Grétry, créé pour la Cour de Versailles.
- décembre : Quintette à cordes no 1 en si bémol majeur K. 174  de Mozart.
- Thamos, roi d'Égypte, musique de scène de Mozart.
- Carl Philipp Emanuel Bach :  6 symphonies pour cordes .
- Mozart : 6 Quatuors milanais , 6 Quatuors viennois , Symphonie no 25 en sol mineur K. 183.
- Haydn : 64e Symphonie "Tempora mutantur" .

- Date probable : Missa brevis no 6 en sol majeur K. 140  de Mozart.

## Naissances

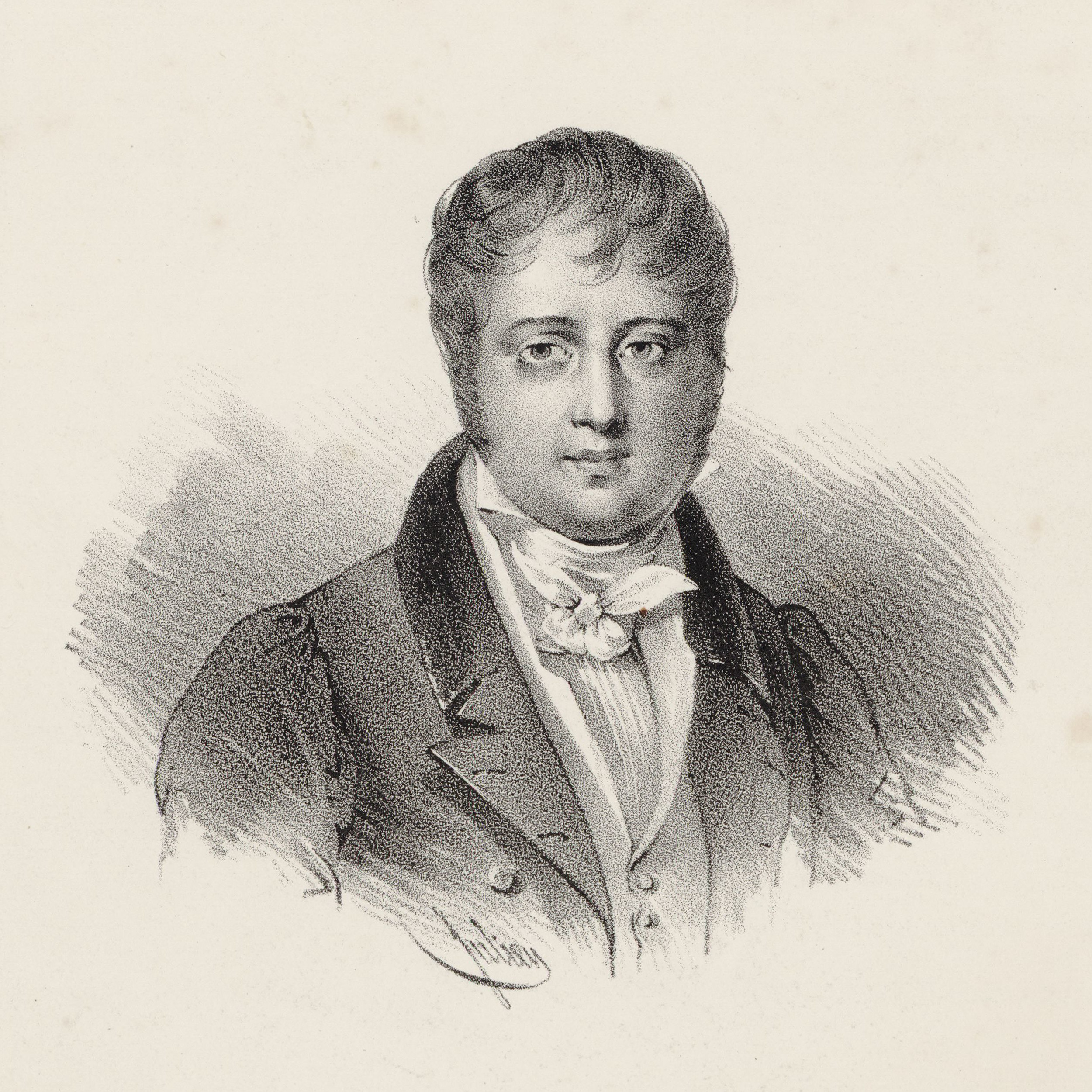
Nicolas Isouard

- 15 mars : François-René Gebauer, bassoniste et compositeur français († 28 juin 1845).
- 24 mars : Pierre-Louis Hus-Desforges, violoncelliste, chef d'orchestre et compositeur français († 20 janvier 1838).
- 29 mars : Charles Baudiot, violoncelliste français († 26 septembre 1849).
- 18 avril : Louis Lefèvre, clarinettiste classique français († 1833).
- 18 avril : Giuseppina Grassini, contralto italienne († 3 janvier 1850).
- 18 mai : Nicolas Isouard, compositeur français († 23 mars 1818).
- 26 mai : Hans Georg Nägeli, compositeur, musicologue et éditeur de musique suisse († 26 décembre 1836).
- 8 juin : Marie-Pierre Chenié, contrebassiste et compositeur français († 6 mai 1832).
- 10 juin : Charles-Simon Catel, compositeur français († 29 novembre 1830).
- 23 juillet : Carl Ludwig Hellwig, compositeur et musicien allemand († 24 novembre 1838).
- 18 octobre : Georg Friedrich Brandt, bassoniste allemand († 12 février 1836).
- 24 décembre : Joseph Woelfl, compositeur et pianiste autrichien († 21 mai 1812).

## Décès

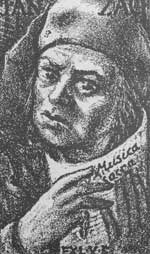
Jan Zach

- 11 avril : Carlo Grua, compositeur italien (° vers 1700).
- 24 mai : Jan Zach, compositeur et violoniste tchèque (° 13 novembre 1699).
- 12 juillet : Johann Joachim Quantz, compositeur et flûtiste allemand (° 30 janvier 1697).
- 19 août : Burkat Shudi, facteur de clavecins londonien, suisse d'origine (° 13 mars 1702).
- 25 août : Franz Nikolaus Novotný, organiste et compositeur autrichien (° 6 décembre 1743).
- 14 décembre : Johann Lorenz Bach, compositeur allemand (° 10 septembre 1695).

Date indéterminée
- Martin Friedrich Cannabich, compositeur et joueur d'instruments à vent allemand (° 1700).